# Adrien Zeller
Adrien Zeller (ur. 2 kwietnia 1940 w Saverne, zm. 22 sierpnia 2009 w Haguenau) – francuski polityk i samorządowiec, eurodeputowany, poseł do Zgromadzenia Narodowego, w latach 1996–2009 prezydent Alzacji.

## Życiorys
Absolwent ekonomii i nauk rolniczych. Studiował również w CIHEAM (centrum kształcenia w zakresie agronomii) i w Kolegium Europejskim w Brugii. Pracował następnie w strukturach Komisji Europejskiej w Brukseli.
W 1973 po raz pierwszy uzyskał mandat deputowanego do Zgromadzenia Narodowego. Z powodzeniem ubiegał się o reelekcję do niższej izby francuskiego parlamentu w wyborach w 1978, 1981, 1986, 1988, 1993 i 1997. Początkowo należał do frakcji Réformateurs démocrates sociaux. Dołączył później do Unii na rzecz Demokracji Francuskiej. W jej ramach był członkiem Centrum Demokratów Społecznych (w tym m.in. wiceprzewodniczącym tego ugrupowania). Od 2002 działał w powstałej m.in. na bazie części UDF Unii na rzecz Ruchu Ludowego. W latach 1974–1976 był delegatem do Parlamentu Europejskiego. Mandat europosła uzyskał również w 1989 w wyborach powszechnych w 1989, wykonywał go do 1992, pełniąc w PE funkcję wiceprzewodniczącego Komisji ds. Regulaminu, Weryfikacji Mandatów i Immunitetów. Od 1986 do 1988 zajmował stanowisko sekretarza stanu do spraw zabezpieczenia społecznego w rządzie, którym kierował Jacques Chirac.
Zajmował także szereg stanowisk w administracji samorządowej. Był radnym departamentu Dolny Ren (1973–1988) i merem swojej rodzinnej miejscowości (1977–2001). W 1974 uzyskał mandat radnego Alzacji, w 1996 został wybrany na przewodniczącego rady regionalnej (prezydenta regionu). Funkcję tę wykonywał do czasu swojej śmierci w 2009.
Odznaczony Legii Honorowej V klasy oraz Orderem Narodowym Zasługi IV klasy.